# Kirill Alekseenko
Kirill Alekseevič Alekseenko (in russo Кирилл Алексеевич Алексеенко?; Vyborg, 22 giugno 1997) è uno scacchista russo, Grande maestro.
Ha ottenuto il titolo di Maestro Fide nel 2007 e quello di Grande Maestro nel 2015. 
Nel luglio 2023 è passato alla federazione austriaca . 
Ha ottenuto una wild card dagli organizzatori per partecipare al Torneo dei candidati 2020 di Ekaterinburg.
Ha raggiunto il rating FIDE più alto nel novembre 2019, con 2715 punti Elo, 31º al mondo e 9º russo.

## Principali risultati
- 2007: vince a Sebenico il Campionato europeo giovanile U10;
- 2009: in giugno vince a Varna il 4º Campionato europeo rapid cat. 10-12 anni, con 6,5 /7.[4]
- 2011: realizza 6 /9 nel Chigorin Memorial di San Pietroburgo, ottenendo la 1ª norma di GM; in novembre vince a Caldas Novas il Campionato del mondo U14 con 8 /9.
- 2012: in marzo realizza 7 /11 nel 13º Campionato europeo individuale di Plovdiv, ottenendo la 2ª norma di GM.[5]
- 2013: vince a Budua il Campionato europeo giovanile U16.
- 2014: in dicembre vince l'open blitz natalizio di San Pietroburgo, con 8 /9.
- 2015: in gennaio vince l'Andranik Margaryan Memorial  di Erevan;[6] in ottobre vince il Chigorin Memorial .[7] in novembre è secondo, a pari punti con il vincitore e superato solo per spareggio tecnico, nel Campionato del mondo U18 di Halkidiki;[8]
- 2016: in ottobre vince per la seconda volta il Chigorin Memorial.[9]
- 2017: in ottobre vince per la terza volta il Chigorin Memorial.[10]
- 2018: in gennaio vince a Stoccolma la Rilton Cup con 7,5/9;[11] in maggio vince il Campionato russo a squadre con il team del Miedny Vsadnik capitanato da Pëtr Svidler;[12] con la squadra del Miedny Vsadnik (di San Pietroburgo) vince in ottobre a Porto Carras la Coppa Europa per Club;[13] in dicembre vince la Coppa di Russia sconfiggendo in finale per 3-1 David Paravjan.[14]
- 2019: in maggio vince ancora il Campionato russo a squadre con il team del Miedny Vsadnik.[15]. In novembre a Batumi vince il Campionato Europeo a squadre nazionali.[16]
- 2022: in ottobre vince per la quarta volta (record) il Chigorin Memorial.[17]. In dicembre vince il torneo Sunway Sitges con 8,5 /10; il playoff per il secondo posto tra Hans Niemann e Amin Tabatabaei è stato vinto da Niemann nella partita Armageddon. [18]
- 2024: in aprile vince a San Vicente del Raspeig il torneo Open Internacional Semana Santa, imbattuto con 8 punti su 9 . [19]